# Fußball-Weltmeisterschaft der Frauen 2015/Gruppe F
| Pl. | Land       | Sp. | S | U | N | Tore    | Diff. | Punkte |
| --- | ---------- | --- | - | - | - | ------- | ----- | ------ |
| 1.  | Frankreich | 3   | 2 | 0 | 1 | 006:200 | +4    | 06     |
| 2.  | England    | 3   | 2 | 0 | 1 | 004:300 | +1    | 06     |
| 3.  | Kolumbien  | 3   | 1 | 1 | 1 | 004:300 | +1    | 04     |
| 4.  | Mexiko     | 3   | 0 | 1 | 2 | 002:800 | −6    | 01     |

Gruppe F der Fußball-Weltmeisterschaft der Frauen 2015:

## Frankreich – England 1:0 (1:0)
| Frankreich                                       | Frankreich | England | England | Aufstellung                          |
| ------------------------------------------------ | --- | --- | ------- | ------------------------------------ |
| Frankreich                                       | \| 1. Spieltag \| \| 9. Juni 2015 um 14:00 Uhr in Moncton \| \| Zuschauer: 11.686 \| \| Schiedsrichterin: Efthalia Mitsi ( Griechenland) \| \| Spielbericht \| | \| 1. Spieltag \| \| 9. Juni 2015 um 14:00 Uhr in Moncton \| \| Zuschauer: 11.686 \| \| Schiedsrichterin: Efthalia Mitsi ( Griechenland) \| \| Spielbericht \|                                                                                          | England | Aufstellung Frankreich gegen England |
| Frankreich                                       | Sarah Bouhaddi – Jessica Houara, Laura Georges, Wendie Renard , Laure Boulleau – Élodie Thomis (71. Kenza Dali), Amandine Henry, Camille Abily, Louisa Nécib (87. Claire Lavogez) – Eugénie Le Sommer (81. Élise Bussaglia), Gaëtane Thiney Cheftrainer: Philippe Bergeroo | Karen Bardsley – Claire Rafferty, Laura Bassett, Steph Houghton , Alex Scott (68. Fran Kirby) – Fara Williams, Katie Chapman (76. Jade Moore), Lucy Bronze, Jill Scott – Eniola Aluko, Ellen White (61. Toni Duggan) Cheftrainer: Mark Sampson ( Wales) | England | Aufstellung Frankreich gegen England |
| Frankreich                                       | 1:0 Le Sommer (29.) | | England | Aufstellung Frankreich gegen England |
| Frankreich                                       | Chapman | | England | Aufstellung Frankreich gegen England |
| Frankreich                                       | Spieler des Spiels: Eugénie Le Sommer (Frankreich) | | England | Aufstellung Frankreich gegen England |
| 1. Spieltag                                      | | |         |                                      |
| 9. Juni 2015 um 14:00 Uhr in Moncton             | | |         |                                      |
| Zuschauer: 11.686                                | | |         |                                      |
| Schiedsrichterin: Efthalia Mitsi ( Griechenland) | | |         |                                      |
| Spielbericht                                     | | |         |                                      |

## Kolumbien – Mexiko 1:1 (0:1)
| Kolumbien                                   | Kolumbien | Mexiko | Mexiko | Aufstellung                        |
| ------------------------------------------- | --- | --- | ------ | ---------------------------------- |
| Kolumbien                                   | \| 1. Spieltag \| \| 9. Juni 2015 um 17:00 Uhr in Moncton \| \| Zuschauer: 11.686 \| \| Schiedsrichterin: Thérèse Neguel ( Kamerun) \| \| Spielbericht \| | \| 1. Spieltag \| \| 9. Juni 2015 um 17:00 Uhr in Moncton \| \| Zuschauer: 11.686 \| \| Schiedsrichterin: Thérèse Neguel ( Kamerun) \| \| Spielbericht \|                                                                                                  | Mexiko | Aufstellung Kolumbien gegen Mexiko |
| Kolumbien                                   | Stefany Castaño – Carolina Arias, Nataly Arias, Angela Clavijo, Natalia Gaitán , Daniela Montoya – Diana Ospina (88. Yisela Cuesta), Yoreli Rincón, Catalina Usme (78. Ingrid Vidal), Orianica Velásquez; Lady Andrade (77. Tatiana Ariza) Cheftrainer: Fabián Taborda | Cecilia Santiago – Alina Garciamendez, Valeria Miranda, Christina Murillo, Kenti Robles – Stephany Mayor, Veronica Perez, Nayeli Rangel – Charlyn Corral, Renae Cuéllar (79. Jenny Ruiz), Mónica Ocampo (87. Fabiola Ibarra) Cheftrainer: Leonardo Cuéllar | Mexiko | Aufstellung Kolumbien gegen Mexiko |
| Kolumbien                                   | 1:1 Montoya (82.) | 0:1 V. Pérez (36.) | Mexiko | Aufstellung Kolumbien gegen Mexiko |
| Kolumbien                                   | Gaitán, Velásquez, Montoya | Santiago | Mexiko | Aufstellung Kolumbien gegen Mexiko |
| Kolumbien                                   | Montoya erzielt das erste WM-Tor für Kolumbien | | Mexiko | Aufstellung Kolumbien gegen Mexiko |
| Kolumbien                                   | Spieler des Spiels: Nayeli Rangel (Mexiko) | | Mexiko | Aufstellung Kolumbien gegen Mexiko |
| 1. Spieltag                                 | | |        |                                    |
| 9. Juni 2015 um 17:00 Uhr in Moncton        | | |        |                                    |
| Zuschauer: 11.686                           | | |        |                                    |
| Schiedsrichterin: Thérèse Neguel ( Kamerun) | | |        |                                    |
| Spielbericht                                | | |        |                                    |

## Frankreich – Kolumbien 0:2 (0:1)
| Frankreich                                         | Frankreich | Kolumbien | Kolumbien | Aufstellung                            |
| -------------------------------------------------- | --- | --- | --------- | -------------------------------------- |
| Frankreich                                         | \| 2. Spieltag \| \| 13. Juni 2015 um 14:00 Uhr in Moncton \| \| Zuschauer: 13.138 \| \| Schiedsrichterin: Qin Liang ( Volksrepublik China) \| \| Spielbericht \| | \| 2. Spieltag \| \| 13. Juni 2015 um 14:00 Uhr in Moncton \| \| Zuschauer: 13.138 \| \| Schiedsrichterin: Qin Liang ( Volksrepublik China) \| \| Spielbericht \| | Kolumbien | Aufstellung Frankreich gegen Kolumbien |
| Frankreich                                         | Sarah Bouhaddi – Laure Boulleau, Wendie Renard , Laura Georges, Jessica Houara – Louisa Nécib (63. Claire Lavogez), Camille Abily, Élise Bussaglia (63. Amandine Henry), Kenza Dali (77. Marie-Laure Delie) – Gaëtane Thiney, Eugénie Le Sommer Cheftrainer: Philippe Bergeroo | Sandra Sepúlveda – Orianica Velásquez, Nataly Arias, Angela Clavijo, Carolina Arias – Daniela Montoya, Natalia Gaitán , Lady Andrade (90.+1’ Tatiana Ariza), Yoreli Rincón (87. Isabella Echeverri), Diana Ospina – Ingrid Vidal (55. Catalina Usme) Cheftrainer: Fabián Taborda | Kolumbien | Aufstellung Frankreich gegen Kolumbien |
| Frankreich                                         | 0:1 Andrade (19.) 0:2 Usme (90.+3’) | | Kolumbien | Aufstellung Frankreich gegen Kolumbien |
| Frankreich                                         | Sepúlveda, Ospina | | Kolumbien | Aufstellung Frankreich gegen Kolumbien |
| Frankreich                                         | Spieler des Spiels: Lady Andrade (Kolumbien) | | Kolumbien | Aufstellung Frankreich gegen Kolumbien |
| 2. Spieltag                                        | | |           |                                        |
| 13. Juni 2015 um 14:00 Uhr in Moncton              | | |           |                                        |
| Zuschauer: 13.138                                  | | |           |                                        |
| Schiedsrichterin: Qin Liang ( Volksrepublik China) | | |           |                                        |
| Spielbericht                                       | | |           |                                        |

## England – Mexiko 2:1 (0:0)
| England                                             | England | Mexiko | Mexiko | Aufstellung                      |
| --------------------------------------------------- | --- | --- | ------ | -------------------------------- |
| England                                             | \| 2. Spieltag \| \| 13. Juni 2015 um 17:00 Uhr in Moncton \| \| Zuschauer: 13.138 \| \| Schiedsrichterin: Anna-Marie Keighley ( Neuseeland) \| \| Spielbericht \|                                                                                        | \| 2. Spieltag \| \| 13. Juni 2015 um 17:00 Uhr in Moncton \| \| Zuschauer: 13.138 \| \| Schiedsrichterin: Anna-Marie Keighley ( Neuseeland) \| \| Spielbericht \| | Mexiko | Aufstellung England gegen Mexiko |
| England                                             | Karen Bardsley – Claire Rafferty (53. Alex Greenwood), Laura Bassett, Steph Houghton , Lucy Bronze (85. Alex Scott) – Jade Moore, Fara Williams, Jill Scott (66. Karen Carney) – Fran Kirby, Eniola Aluko, Toni Duggan Cheftrainer: Mark Sampson ( Wales) | Cecilia Santiago – Jenny Ruiz, Alina Garciamendez, Bianca Sierra (46. Valeria Miranda), Kenti Robles – Veronica Perez, Stephany Mayor, Mónica Ocampo (89. Fabiola Ibarra), Nayeli Rangel – Renae Cuéllar (77. María Sánchez), Charlyn Corral Cheftrainer: Leonardo Cuéllar | Mexiko | Aufstellung England gegen Mexiko |
| England                                             | 1:0 Kirby (71.) 2:0 Carney (82.) | 2:1 Ibarra (90.+1’) | Mexiko | Aufstellung England gegen Mexiko |
| England                                             | Carney | Garciamendez | Mexiko | Aufstellung England gegen Mexiko |
| England                                             | Spieler des Spiels: Fran Kirby (England) | | Mexiko | Aufstellung England gegen Mexiko |
| 2. Spieltag                                         | | |        |                                  |
| 13. Juni 2015 um 17:00 Uhr in Moncton               | | |        |                                  |
| Zuschauer: 13.138                                   | | |        |                                  |
| Schiedsrichterin: Anna-Marie Keighley ( Neuseeland) | | |        |                                  |
| Spielbericht                                        | | |        |                                  |

## Mexiko – Frankreich 0:5 (0:4)
| Mexiko                                     | Mexiko | Frankreich | Frankreich | Aufstellung                         |
| ------------------------------------------ | --- | --- | ---------- | ----------------------------------- |
| Mexiko                                     | \| 3. Spieltag \| \| 17. Juni 2015 um 16:00 Uhr in Ottawa \| \| Zuschauer: 21.562 \| \| Schiedsrichter: Sachiko Yamagishi ( Japan) \| \| Spielbericht \| | \| 3. Spieltag \| \| 17. Juni 2015 um 16:00 Uhr in Ottawa \| \| Zuschauer: 21.562 \| \| Schiedsrichter: Sachiko Yamagishi ( Japan) \| \| Spielbericht \| | Frankreich | Aufstellung Mexiko gegen Frankreich |
| Mexiko                                     | Cecilia Santiago – Valeria Miranda, Greta Espinoza, Alina Garciamendez, Kenti Robles – Mónica Ocampo, Stephany Mayor (46. Arianna Romero), Jenny Ruiz, Nayeli Rangel (83. Christina Murillo) – Veronica Perez, Charlyn Corral (46. Renae Cuéllar) Cheftrainer: Leonardo Cuéllar | Sarah Bouhaddi – Laure Boulleau (78. Sabrina Delannoy), Wendie Renard , Laura Georges, Jessica Houara – Amel Majri, Camille Abily (70. Élise Bussaglia), Amandine Henry, Élodie Thomis – Eugénie Le Sommer (63. Gaëtane Thiney), Marie-Laure Delie Cheftrainer: Philippe Bergeroo | Frankreich | Aufstellung Mexiko gegen Frankreich |
| Mexiko                                     | 0:1 Delie (1.) 0:2 Ruiz (9., Eigentor) 0:3 Le Sommer (13.) 0:4 Le Sommer (36.) 0:5 Henry (80.) | | Frankreich | Aufstellung Mexiko gegen Frankreich |
| Mexiko                                     | Miranda, Pérez | | Frankreich | Aufstellung Mexiko gegen Frankreich |
| Mexiko                                     | Spieler des Spiels: Amandine Henry (Frankreich) | | Frankreich | Aufstellung Mexiko gegen Frankreich |
| 3. Spieltag                                | | |            |                                     |
| 17. Juni 2015 um 16:00 Uhr in Ottawa       | | |            |                                     |
| Zuschauer: 21.562                          | | |            |                                     |
| Schiedsrichter: Sachiko Yamagishi ( Japan) | | |            |                                     |
| Spielbericht                               | | |            |                                     |

## England – Kolumbien 2:1 (2:0)
| England                                 | England | Kolumbien | Kolumbien | Aufstellung                         |
| --------------------------------------- | --- | --- | --------- | ----------------------------------- |
| England                                 | \| 3. Spieltag \| \| 17. Juni 2015 um 16:00 Uhr in Montreal \| \| Zuschauer: 13.862 \| \| Schiedsrichter: Carol Chenard ( Kanada) \| \| Spielbericht \|                                                                                                   | \| 3. Spieltag \| \| 17. Juni 2015 um 16:00 Uhr in Montreal \| \| Zuschauer: 13.862 \| \| Schiedsrichter: Carol Chenard ( Kanada) \| \| Spielbericht \| | Kolumbien | Aufstellung England gegen Kolumbien |
| England                                 | Karen Bardsley – Alex Greenwood, Casey Stoney, Steph Houghton , Alex Scott – Jade Moore, Fara Williams, Jordan Nobbs – Fran Kirby (66. Jo Potter), Karen Carney (56. Lianne Sanderson), Toni Duggan (81. Jodie Taylor) Cheftrainer: Mark Sampson ( Wales) | Sandra Sepúlveda – Orianica Velásquez, Angela Clavijo, Nataly Arias, Carolina Arias – Daniela Montoya, Natalia Gaitán , Lady Andrade, Yoreli Rincón (74. Tatiana Ariza), Catalina Usme (58. Ingrid Vidal) – Diana Ospina (83. Leicy Santos) Cheftrainer: Fabián Taborda | Kolumbien | Aufstellung England gegen Kolumbien |
| England                                 | 1:0 Carney (15.) 2:0 Williams (38., Handelfmeter) | 2:1 Andrade (90.+4’) | Kolumbien | Aufstellung England gegen Kolumbien |
| England                                 | Scott | Usme, C. Arias, Sepúlveda (2., im nächsten Spiel gesperrt) | Kolumbien | Aufstellung England gegen Kolumbien |
| England                                 | Spieler des Spiels: Fara Williams (England) | | Kolumbien | Aufstellung England gegen Kolumbien |
| 3. Spieltag                             | | |           |                                     |
| 17. Juni 2015 um 16:00 Uhr in Montreal  | | |           |                                     |
| Zuschauer: 13.862                       | | |           |                                     |
| Schiedsrichter: Carol Chenard ( Kanada) | | |           |                                     |
| Spielbericht                            | | |           |                                     |